# Rhacophorus barisani
Espèce
Statut de conservation UICN

 LC  : Préoccupation mineure
Rhacophorus barisani est une espèce d'amphibiens de la famille des Rhacophoridae.

## Répartition
Cette espèce est endémique de la province de Bengkulu sur l'île de Sumatra en Indonésie. Elle se rencontre à environ 1 440 m d'altitude sur le Kaba, dans la chaîne des Bukit Barisan,.

## Étymologie
Son nom d'espèce lui a été donné en référence à son lieu de découverte, les Bukit Barisan.

## Publication originale
- Harvey, Pemberton & Smith, 2002 : New and Poorly Known Parachuting Frogs (Rhacophoridae: Rhacophorus) from Sumatra and Java. Herpetological Monographs, vol. 16, p. 46–92.